# Мирјана Гардиновачки
Мирјана Гардиновачки (Читлук, код Крушевца, 25. мај 1950) српска је филмска и позоришна глумица. Глумом се почела бавити аматерски у Крушевцу под девојачким презименом Анђелковић. Завршила је Драмски студио при Српском народном позоришту 1970, а исте године добија стални ангажман у истој кући. Удала се 1972. године за глумца Стевана Гардиновачког.
Статус првакиње драме стекла је 1. IX 1993. Мирјана Гардиновачки је глумица која са успехом игра и драмске и карактерне улоге, дубоког, баршунастог гласа и добре дикције. Њена глума високо је оцењивана од стране критике, а омиљена је и код публлике.

## Улоге у Српском народном позоришту (избор)
- Ева / Вучјак М. Крлеже у режији Желимира Орешковића, 1974.
- Софи / Ујеж Б. Нушића у режији Дејана Мијача, 1976.
- Кристина / Госпођица Јулија А. Стриндберга у режији Милана Плетла, 1977.
- Естела / Драги Антоан или Промашена љубав Жана Ануја у режији Велимира Митровића, 1979.
- Амалија / Долња земља Ђ. Лебовића у режији Дејана Мијача, 1981.
- Султана / Зла жена Ј. Ст. Поповића у режији Богдана Рушкуца, 1981.
- Марта / Мушке ствари Ф. К. Креца у режији Милоша Лазина, 1981.
- Велинка / Светислав и Милева М. Николића у режији Воје Солдатовића, 1983.
- Леокардија / Човек је човек Б. Брехта у режији Миленка Маричића, 1984.
- Меланија / Јегор Буличов М. Горког,
- Салче / Коштана – Сан крик Б. Станковића у режији Мире Ерцег, 1986.
- Зеленићка / Родољупци Ј. Ст. Поповића у режији Слободана Унковског, 1986.
- Луда / Краљ Лир В. Шекспира у режији Љубише Ристића, 1990.
- Праксагора / Жене у народној скупштини Аристофана у режији Бранка Плеше, 1991.
- Госпава / Чудо у Шаргану Љ. Симовића у режији Егона Савина, 1992.
- Јуца / Кир Јања Ј. Ст. Поповића у режији Љубослава Мајере, 1992.
- Ристана / Јанез С. Ковачевића у режији Љубослава Мајере, Новосадски драмски театар, 1995.
- Лепа / Сабирни центар Д. Ковачевића у режији Љубослава Мајере, 1999.
- Анхилда / Кнегиња чардаша И. Калмана у режији Јаноша Сикоре, 2007.
- Госпођа Пернел / Тартиф Молијера у режији Душана Петровића, 2008.
- Рајна / Урнебесна трагедија Душана Ковачевића у режији Маје Гргић, 6. октобар 2011.
- Госпођица Блеклок / Најављено убиство Агате Кристи у режији Ксеније Крнајски, 20. март 2012.
- Ребека Нерс / Вештице из Салема, Артур Милер, режија и адаптација Никита Миливојевић, 2018.[2]

## Филмске улоге
- Посета / Стићи пре свитања, 1978.
- Јесен Ђуке Дражетића (ТВ филм), 1983.
- Наталија - Наш учитељ четвртог разреда (ТВ филм), 1985.
- Екран снежи (ТВ филм),1985.
- Шпадијер један живот, 1986.
- Мира - Човек у сребрној јакни (ТВ мини серија), 1987.
- Последње лето детињства (ТВ серија) 1987,
- Лето, 1988.
- Попут листа, 1988.
- Дечји бич, 1988.
- Зла жена (ТВ филм), 1998.
- Грозда - Помери се с места (ТВ серија), 2015.

## Награде

###### Глумачке награде наСусретима војвођанских позоришта:
- за улогу Еве у представи Вучјак Мирослава Крлеже, Сомбор, 1974.
- за улогу Леокадије Бегбик у представи Човек је човек Бертолта Брехта, Вршац, 1984.
- за улогу Јуце у представи Кир Јања (Тврдица) Јована Стерије Поповића, Сремска Митровица, 1993.

###### Стеријине награде:
- за улогу Јуце у представи Кир Јања (Тврдица) Ј. С. Поповића 1993.

за улогу Ристане у представи Јанез Синише Ковачевића 1995.

###### Остале награде:
- Годишња награда СНП за улогу Јуце у представи Кир Јања (Тврдица) Ј. С. Поповића 1993.
- Похвала за Дан СНП 1998.
- Златна медаља „Јован Ђорђевић“ 2002.[2]

## Улоге
|                   | 1970 | 1980 | 1990 | 2000 | 2010 | Укупно |
| ----------------- | ---- | ---- | ---- | ---- | ---- | ------ |
| Дугометражни филм | 1    | 1    | 0    | 0    | 0    | 2      |
| ТВ филм           | 0    | 6    | 1    | 0    | 0    | 7      |
| ТВ серија         | 0    | 1    | 0    | 0    | 1    | 2      |
| ТВ мини серија    | 0    | 1    | 0    | 0    | 0    | 1      |
| Укупно            | 1    | 9    | 1    | 0    | 1    | 12     |

## Асистент режије
|         | 1990 |
| ------- | ---- |
| ТВ филм | 2    |

| Год.  | Назив                                     | Улога \|- style="background: Lavender; text-align:center; " | 1990-е | 1990-е | 1990-е | 1990-е |
| 1992. | Загреб - Београд преко Сарајева (ТВ филм) | /                                                           |        |        |        |        |
| 1997. | Љубав, женидба и удадба (ТВ филм)         | /                                                           |        |        |        |        |